# Окіп (Гребінківський район)
Окіп — колишнє село в Україні.
Підпорядковувалося Овсюківській сільській раді Гребінківського району Полтавської області. 
На 3-версній карті 1869 року, зміненій у 1887-1902 рр., на місці майбутнього села Окіп позначено 2 безіменних хутори. Село було розташоване за 2 км на північ від села Овсюки та за 1 км на південь від села Покровщина. 1989 року у селі мешкало 10 осіб.
29 листопада 2006 року рішенням Полтавської обласної ради село виключене з облікових даних.